# Pere Soler
Pere Soler Campins (Tarrasa, Barcelona, 1967) es un abogado y político español, director general de Servicios Penitenciarios entre 2013 y 2016 y concejal por Convergencia y Unión (CiU) en el consistorio egarense.

## Biografía
Es licenciado en Derecho por la Universidad Autónoma de Barcelona (UAB) y ha desarrollado su actividad profesional como abogado en Tarrasa (Barcelona) y desde 1992 con despacho propio. Entre el 17 de julio de 2017 y el 27 de octubre de 2017 fue director general de la Policía de la Generalidad de Cataluña, tras la dimisión días antes de Albert Batlle, de acuerdo a diferentes medios de comunicación su dimisión se debió a motivos políticos referentes al futuro referéndum de independencia. Su nombramiento fue polémico debido en parte a ciertos mensajes en Twitter como el que afirmaba: "Espero que nos vayamos ya porque me dais pena todos los españoles".

## Causa judicial
El día 28 de octubre de 2017, tras la aprobación del artículo 155 en el Senado y la posterior comparecencia de Mariano Rajoy, fue cesado de su cargo, quedando sus funciones en manos del estado español.
En febrero de 2018 el Juzgado Central de Instrucción 3 de la Audiencia Nacional abrió diligencias a Soler en la investigación de la cúpula de los Mozos de Escuadra. En el mes de marzo la Agencia Tributaria incluyó su nombre en una lista de personas supuestamente relacionadas con el proceso soberanista.
En abril de 2018 Lamela cerró la instrucción y ordenó el procesamiento de Josep Lluís Trapero, Pere Soler y del número dos de Joaquim Forn, César Puig, así como de la intendente Teresa Laplana por sedición. El juez Lamela sostenía que Trapero, Soler y Puig formaron parte de una organización criminal liderada por Puigdemont.
En octubre de 2020 fue absuelto de todos los cargos, al igual que el resto de procesados por esta causa.